# Kirsten Prout
Kirsten Prout Zien (Vancouver, 28 settembre 1990) è un'attrice canadese, principalmente nota per il ruolo di Amanda Bloom nella serie televisiva di ABC Family Kyle XY.

## Biografia
Kirsten Prout è figlia di uno psicologo infantile e una neurologa. Dopo aver completato il liceo, frequenta l'Università McGill per un anno e qui si specializza in letteratura inglese. L'estate successiva, avendo intrapreso due progetti di lavoro, lascia l'università. La Prout ha una sorella minore di nome Jennifer. Ha praticato Tae Kwon Do.
Di madrelingua inglese, padroneggia bene anche il francese. Ha uno Yorkshire terrier di nome Tobasco e alcuni gatti.

## Carriera
Kirsten Prout intraprende lo studio di recitazione all'età di dieci anni, dopo che una maestra, in seconda elementare, soffocò il suo spirito creativo. Debutta nel 2005 con il ruolo di Abby Miller nel film Elektra. Successivamente, ha avuto ruoli da guest star in serie televisive come Stargate SG-1, Cold Squad - Squadra casi archiviati, The Dead Zone.
Ottiene il suo primo ruolo significativo nel 2006, recitando nella serie Kyle XY. Nel 2010, interpreta la vampira Lucy in The Twilight Saga: Eclipse, e compare nel video della canzone Starlight di The Framework.
Nel 2011, entra nel cast della serie televisiva The Lying Game, mentre nel 2012 apparirà nel film My Super Psycho Sweet 16 3.

## Filmografia

### Cinema
- Mindstorm, regia di Richard Pepin (2001)
- De grot, regia di Martin Koolhoven (2001)
- Elektra, regia di Rob Bowman (2005)
- Class Savage, regia di Matt Zien (2008) – corto
- The Twilight Saga: Eclipse, regia di David Slade (2010)
- No Clue, regia di Carl Bessai (2013)
- Radio Killer 3 - La corsa continua (Joy Ride 3: Roadkill), regia di Declan O'Brien (2014)
- Captured, regia di Joe Arias (2015)

### Televisione
- The Linda McCartney Story, regia di Armand Mastroianni – film TV (2000)
- First Wave – serie TV, episodio 3x11 (2000)
- Once Upon a Christmas, regia di Tibor Takács – film TV (2000)
- Mysterious Ways – serie TV, episodio 1x20 (2001)
- Night Visions – serie TV, episodio 1x18 (2001)
- The Wedding Dress, regia di Sam Pillsbury - film TV (2001)
- Twice Upon a Christmas, regia di Tibor Takács – film TV (2001)
- Jeremiah – serie TV, episodio 1x12 (2002)
- Beyond Belief: Fact or Fiction – serie TV, 1 episodio (2002)
- The Dead Zone – serie TV, episodio 1x10 (2002)
- Stargate SG-1 – serie TV, episodio 7x10 (2003)
- The Love Crimes of Gillian Guess, regia di Bruce McDonald – film TV (2004)
- Cold Squad - Squadra casi archiviati (Cold Squad) – serie TV, episodi 7x12-7x13 (2005)
- Kyle XY – serie TV, 43 episodi (2006-2009)
- Tell Me No Lies, regia di Michael Scott – film TV (2007)
- Meteor Storm, regia di Tibor Takács – film TV (2010)
- Seven Deadly Sins – serie TV, episodi 1x01-1x02 (2010)
- My Super Psycho Sweet 16 2, regia di Jacob Gentry – film TV (2010)
- Ossessione pericolosa (Locked Away), regia di Doug Campbell – film TV (2010)
- The Lying Game – serie TV, 12 episodi (2011-2012)
- My Super Psycho Sweet 16 3, regia di Jacob Gentry – film TV (2012)
- NCIS - Unità anticrimine (NCIS) – serie TV, episodio 10x08 (2012)
- Psych – serie TV, episodio 7x06 (2013)
- Devious Maids - Panni sporchi a Beverly Hills (Devious Maids) – serie TV, episodio 1x05 (2013)
- Incubo nei social (Social Nightmare), regia di Mark Quod – film TV (2013)
- Una nuova vita (My Life as a Dead Girl), regia di Penelope Buitenhuis – film TV (2015)

## Doppiatrici italiane
Nelle versioni in italiano delle opere in cui ha recitato, Kirsten Prout è stata doppiata da:
- Gemma Donati in Elektra, Kyle XY
- Valentina Favazza in My Super Psycho Sweet 16 2, My Super Psycho Sweet 16 3
- Valentina Mari in Psych
- Eva Padoan in Ossessione pericolosa
- Ludovica De Caro in Radio Killer 3 - La corsa continua e in Social Nightmare- incubo nei social
- Germana Longo in Meteor Storm
- Chiara Gioncardi in  The Lying game